# 라 트라이시온 (2008년 텔레노벨라)
《라 트라이시온》(스페인어: La traición)는 2008년 방영된 콜롬비아, 미국의 텔레노벨라이다.